# Джонсон, Сет
Сет Арт Морис Джонсон (англ. Seth Art Maurice Johnson; 12 марта 1979) — английский футболист, полузащитник, выступавший за клубы «Кру Александра», «Дерби Каунти» и «Лидс Юнайтед», а также за молодёжную и главную сборные Англии.

## Клубная карьера
Воспитанник футбольной академии клуба «Кру Александра». В 1996 году подписал свой первый профессиональный контракт. За «Кру Александра» провёл 92 матча и забил 6 голов.
В 1999 году перешёл в клуб Премьер-лиги «Дерби Каунти» за 2,5 млн фунтов. Провёл за «баранов» 73 матча и забил 2 гола в Премьер-лиге.
16 октября 2001 года перешёл в «Лидс Юнайтед» за 7 млн фунтов. Из-за нескольких серьёзных травм Джонсон провёл за «Лидс Юнайтед» только 54 матча в чемпионате за четыре сезона на «Элланд Роуд». Восстановившись от травмы колена, из-за которой он пропустил 11 месяцев, Сет не играл в матчах, так как, согласно условиям трансфера из «Дерби Каунти» йоркширский клуб должен был платить 250 тысяч фунтов за каждые 15 матчей Джонсона, а руководство «Лидс Юнайтед» не хотело выплачивать следующий бонус. В итоге в августе 2005 года контракт Джонсона с «Лидс Юнайтед» был разорван, после чего игрок вернулся в «Дерби Каунти».
Второй приход в «Дерби Каунти» оказался для Джонсона успешным. Он провёл за клуб 57 матчей за два сезона. Его последняя игра в профессиональной карьере состоялась 28 мая 2007 года на стадионе «Уэмбли», в которой он помог своему клубу выиграть плей-офф Чемпионшипа, обыграв «Вест Бромвич Альбион», и выйти в Премьер-лигу. Однако по ходу игры сам Джонсон получил травму колена и был заменён за три минуты до окончания матча. В июне того же года он был отпущен клубом в качестве свободного агента.
Из-за травмы колена вынужден был завершить карьеру в возрасте 28 лет.

## Карьера в сборной

### Сборная Англии до 21 года
13 октября 1998 года дебютировал за сборную Англии до 21 года в матче отборочного турнира к молодёжному чемпионату Европы 2000 года против сверстников из Люксембурга, выйдя на замену Фрэнку Лэмпарду. Англичане выиграли со счётом 5:0. 26 марта 1999 года впервые вышел в стартовом составе сборной Англии до 21 года в игре против Польши, в котором англичане выиграли со счётом 5:0. Тот матч стал третьим в истории сборной Англии до 21 года, в котором все игроки стартового состава впоследствии сыграли за главную сборную Англии. Англичане выиграли свою группу и вышли в плей-офф, где Джонсон помог своей команде обыграть Югославию и выйти в финальную стадию турнира. На молодёжном чемпионате Европы, который прошёл в Словакии, Джонсон сыграл в матчах против Италии (поражение 0:2) и Турции (победа 6:0). После поражения от Словакии со счётом 0:2 (Джонсон не сыграл в том матче) Англия заняла только третье место в группе и выбыла из турнира.
Джонсон провёл ещё два матча в рамках отборочного турнира к молодёжному чемпионату Европы 2002 года. Последнюю игру за сборную Англии до 21 года он провёл 16 апреля 2002 года: это был товарищеский матч против Португалии (поражение 0:1). Всего Сет Джонсон провёл за сборную Англии до 21 года 15 матчей, мячей не забил.

### Главная сборная
Джонсон получил свой первый вызов в главную сборную Англии в ноябре 2000 года, выступая за «Дерби Каунти». Стал первым игроком «Дерби Каунти» после Марка Райта в 1991 году, вызванным в главную сборную Англии. 15 ноября 2000 года дебютировал за сборную, выйдя на замену Гарету Барри в матче против сборной Италии на стадионе «Делле Альпи» в Турине. Этот матч стал для него единственным в составе сборной Англии.

## Достижения
Кру Александра
- Победитель плей-офф Второго дивизиона: 1996/97

Дерби Каунти
- Победитель плей-офф Чемпионшипа: 2006/07